# Kościół poewangelicki w Biskupcu
Kościół poewangelicki – jeden z rejestrowanych zabytków dawnego miasta, obecnie wsi Biskupiec, w powiecie nowomiejskim, w województwie warmińsko-mazurskim.
Świątynia została ufundowana przez biskupa pomezańskiego Rudolfa. Jej budowa rozpoczęła się po 1331 roku (w tym roku lokowano miasto Biskupiec). W 1527 roku świątynia została przejęta przez ewangelików. W 1575 została zniszczona przez pożar. Została zniszczona, ale została zniszczona ponownie podczas pożaru miasta w 1726 roku. Podczas odbudowy została podwyższona jej gotycka wieża, zostało zmienione również częściowo wyposażenie wnętrza. W 1878 roku świątynia została odremontowana, podczas remontu elewacje zostały przebudowane w stylu klasycystycznym. W 1889 roku wnętrze zostało wyremontowane, kościół otrzymał wtedy piece. W 1945 roku gotycka świątynia ewangelicka przestała służyć kultowi religijnemu. Kościół został przejęty przez gminę Biskupiec. Jego wnętrze zostało zaadaptowane na magazyn. Nie remontowana przez wiele lat świątynia została zdewastowana. W 1988 roku kościół został zwrócony parafii rzymskokatolickiej, która rozpoczęła starania o pozyskanie środków finansowych na jej remont.

## Galeria

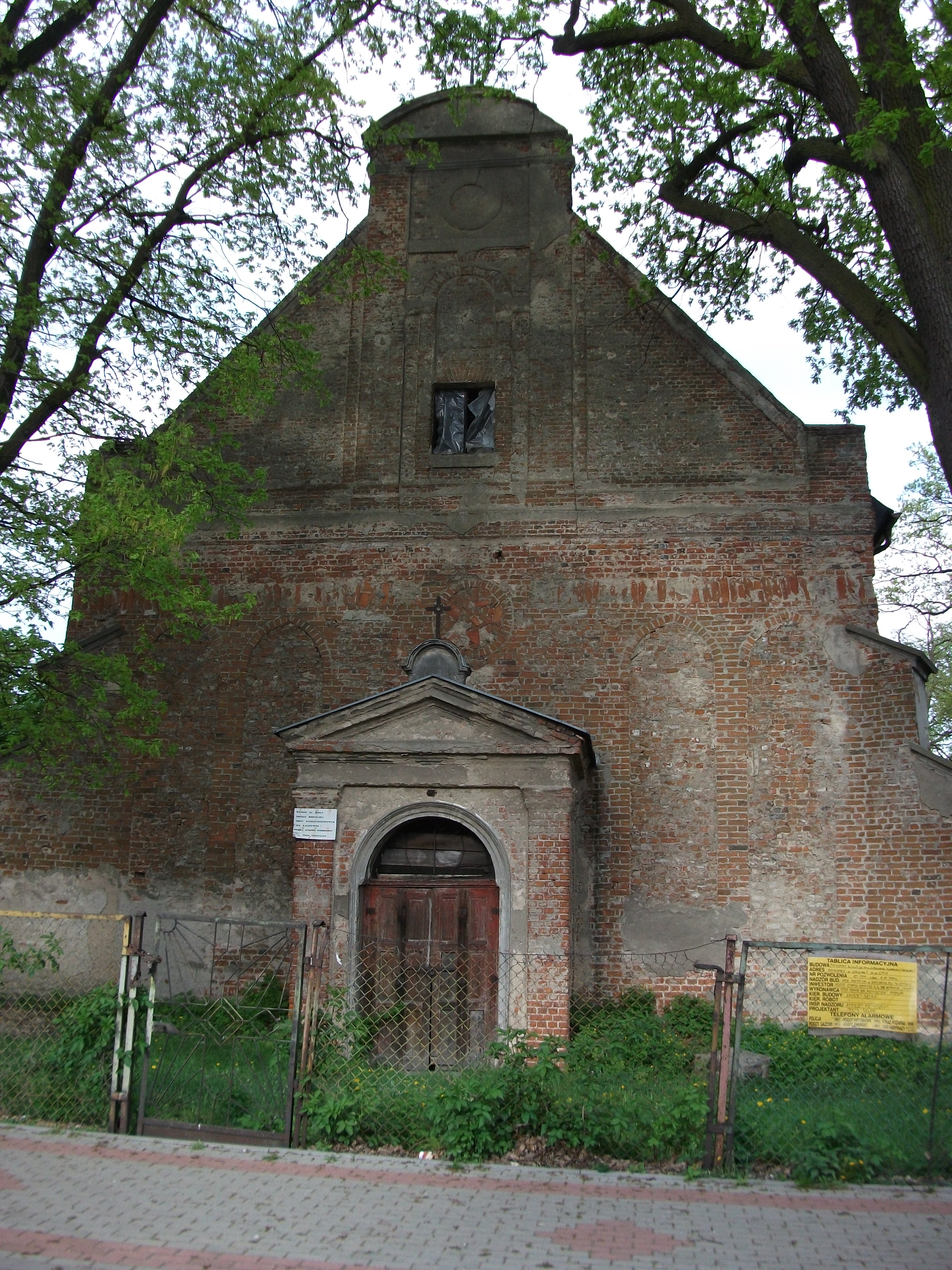
2012 r.
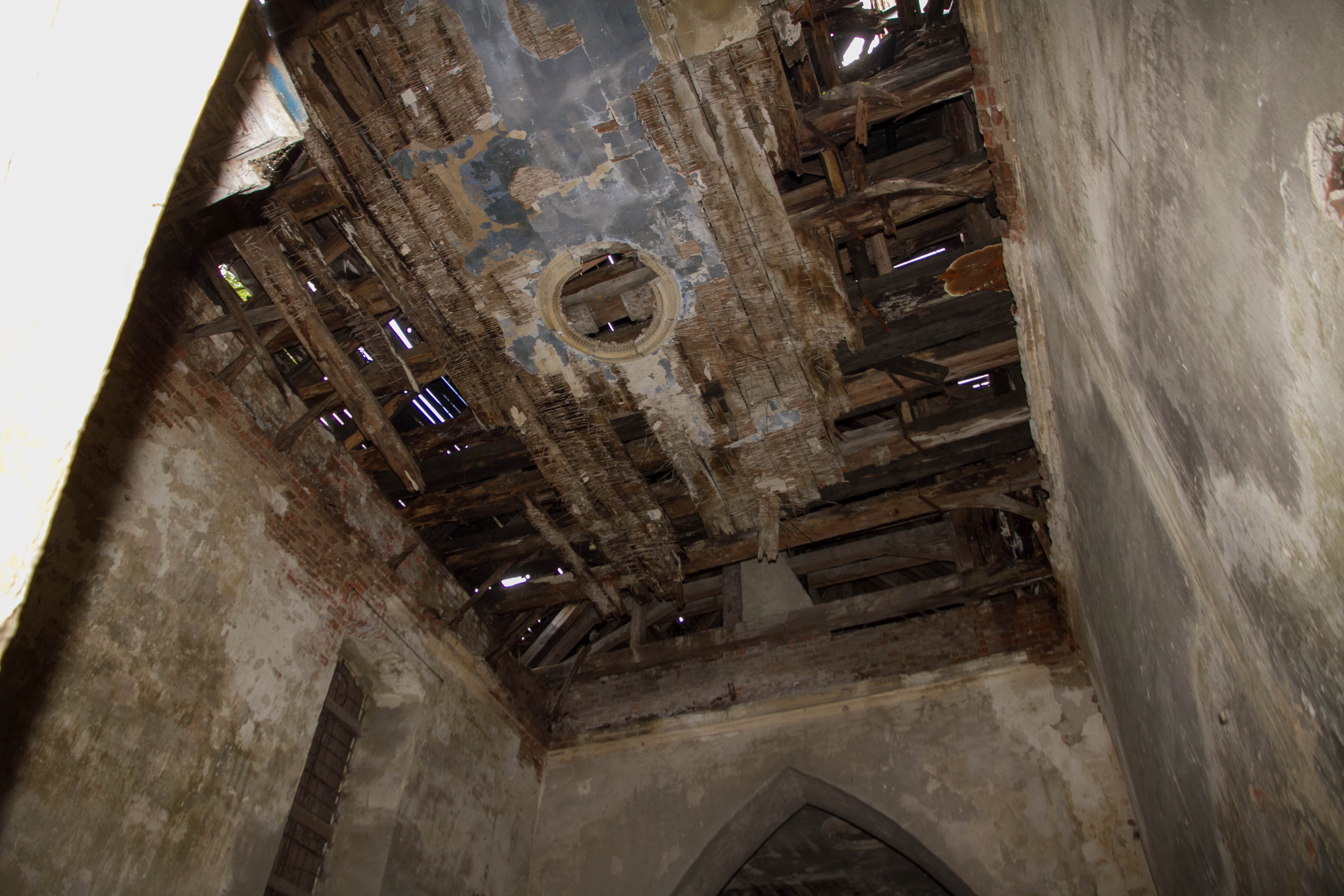
2012 r.
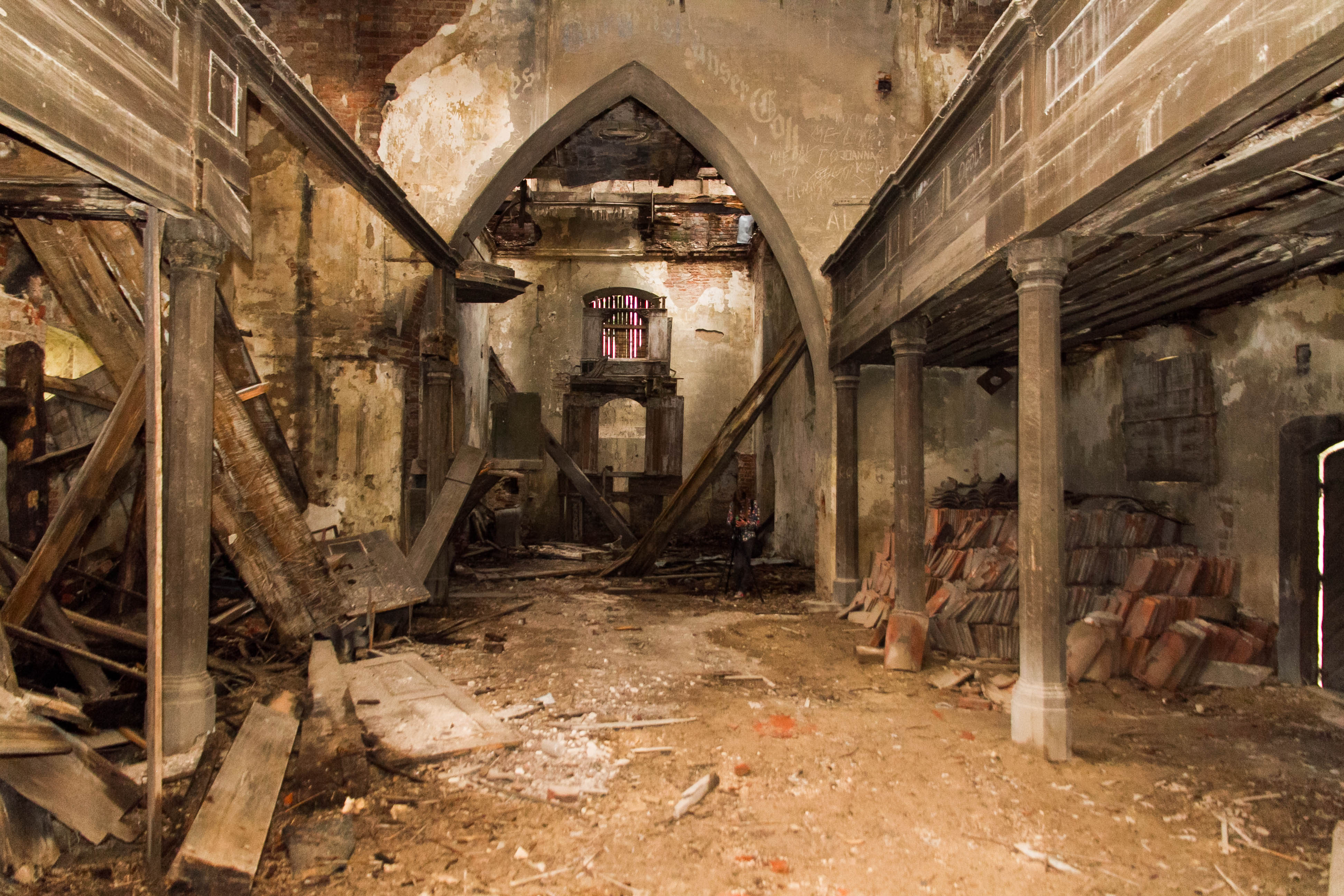
2012 r.
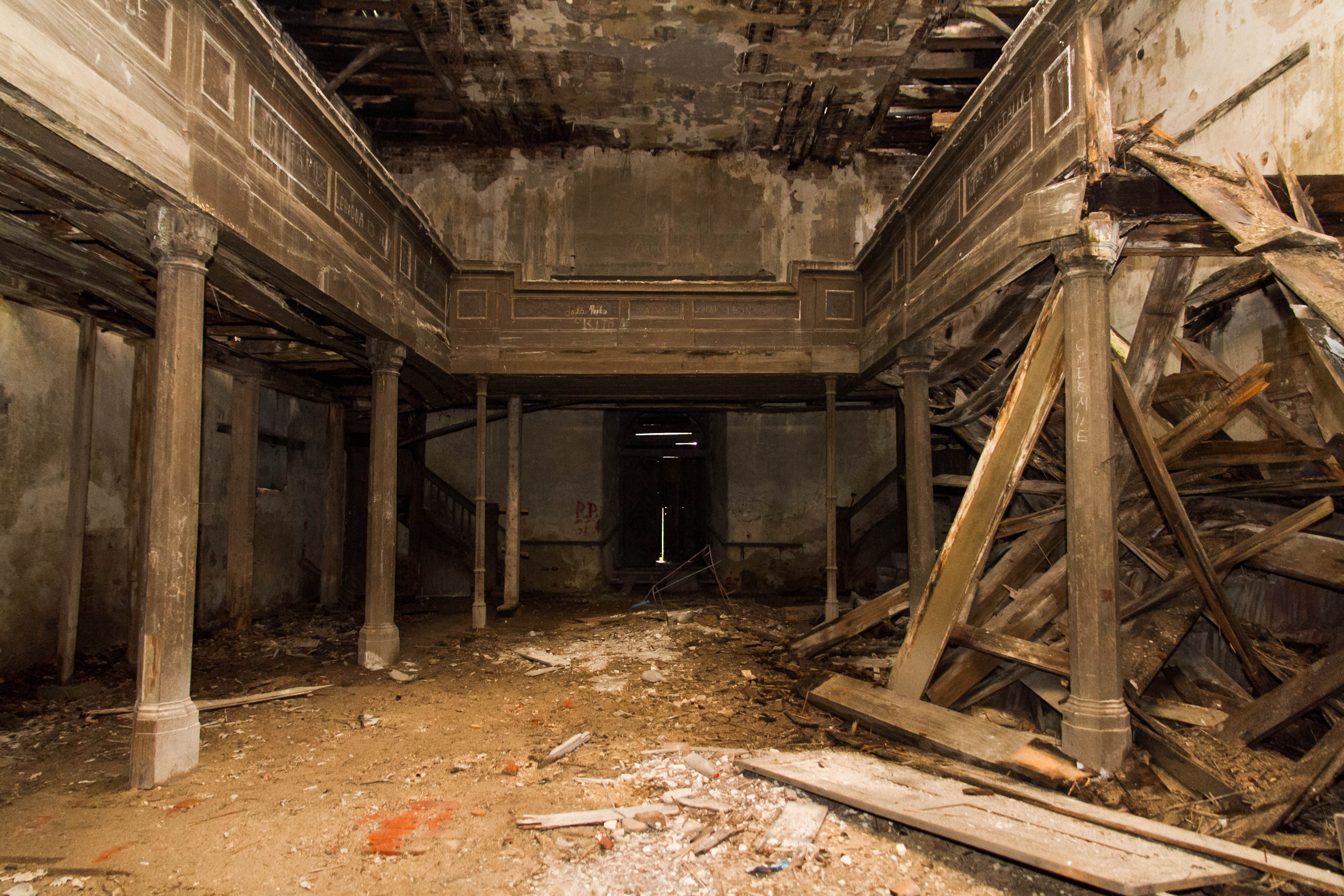
2012 r.
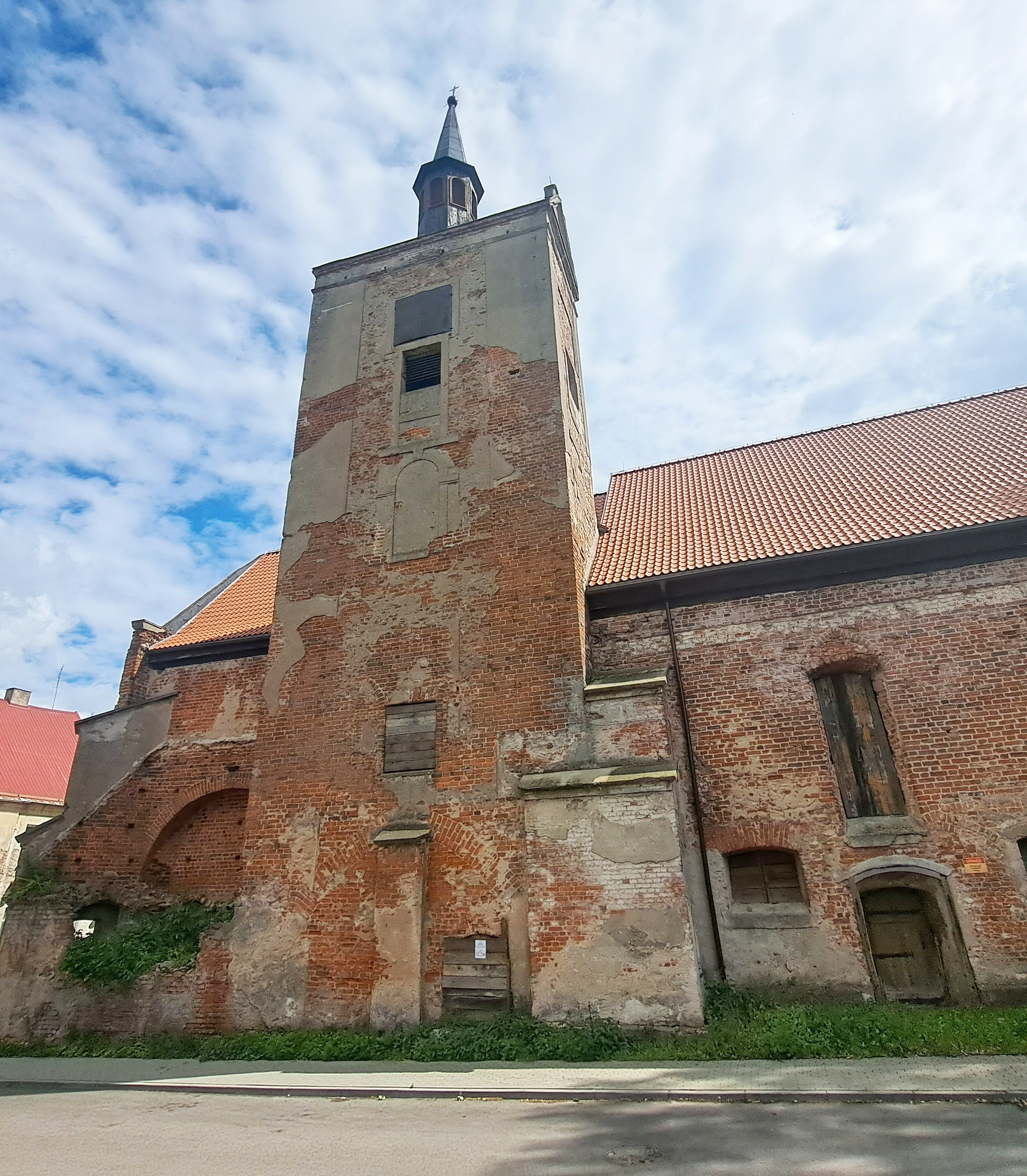
2025 r.
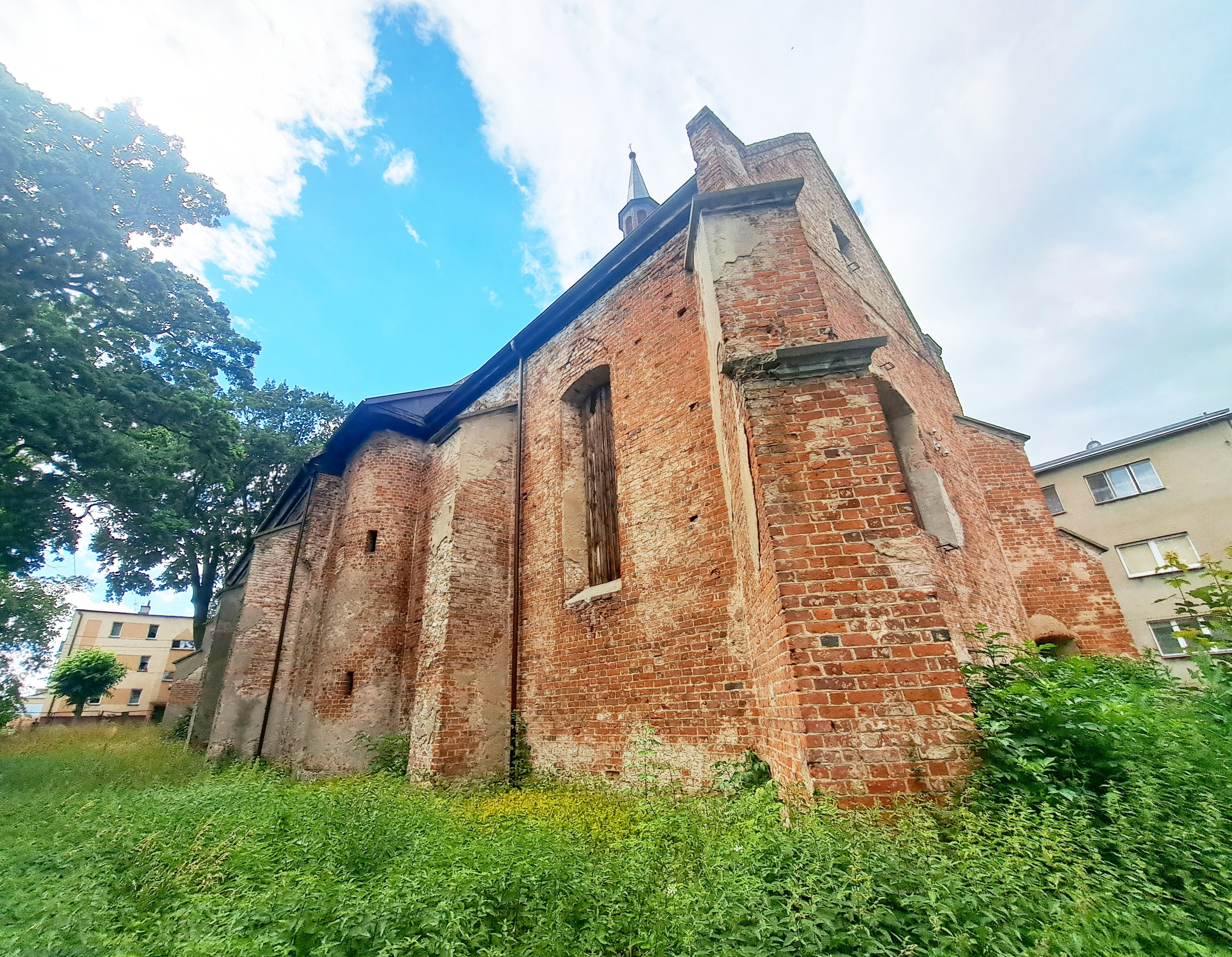
2025 r.
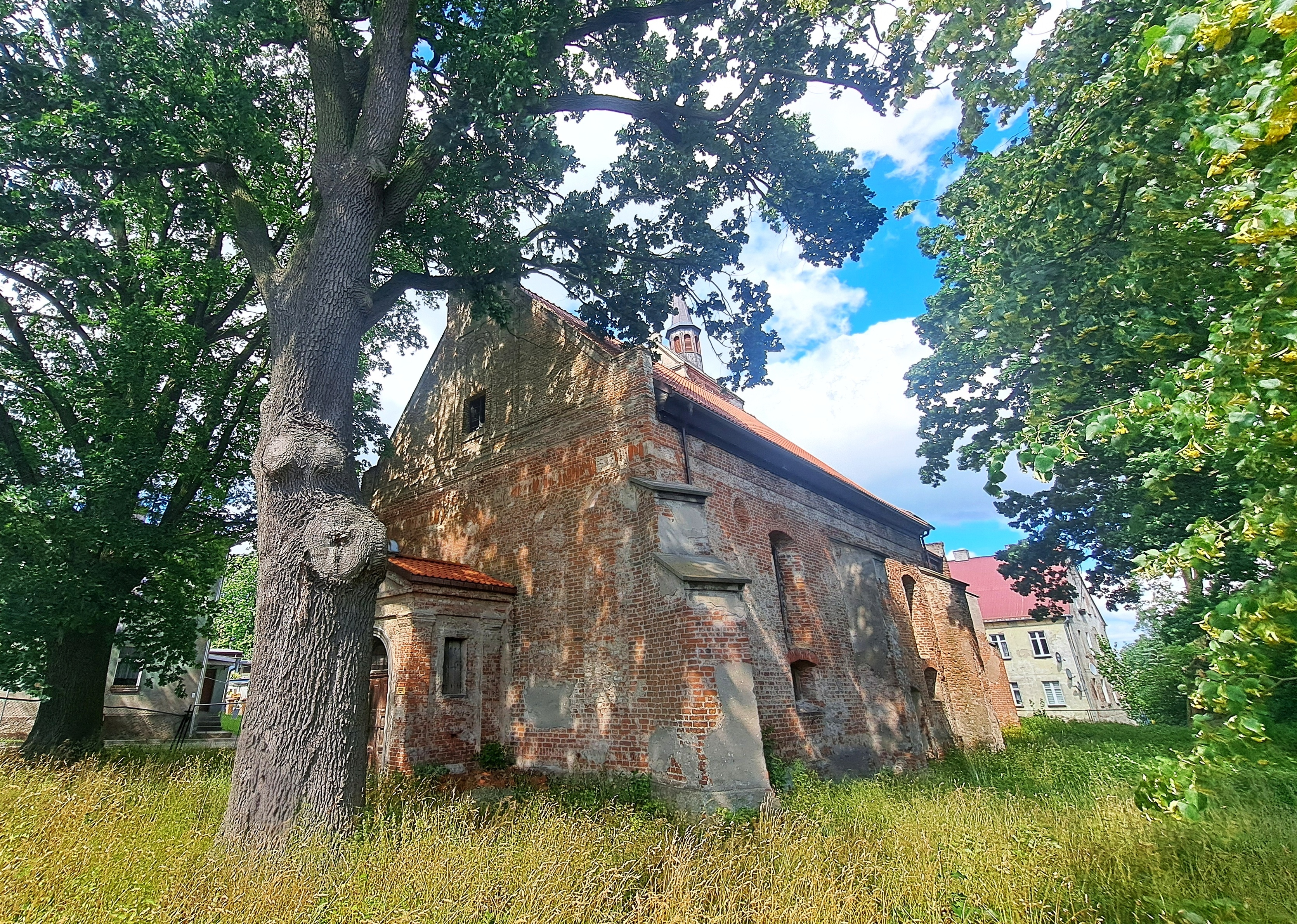
2025 r.
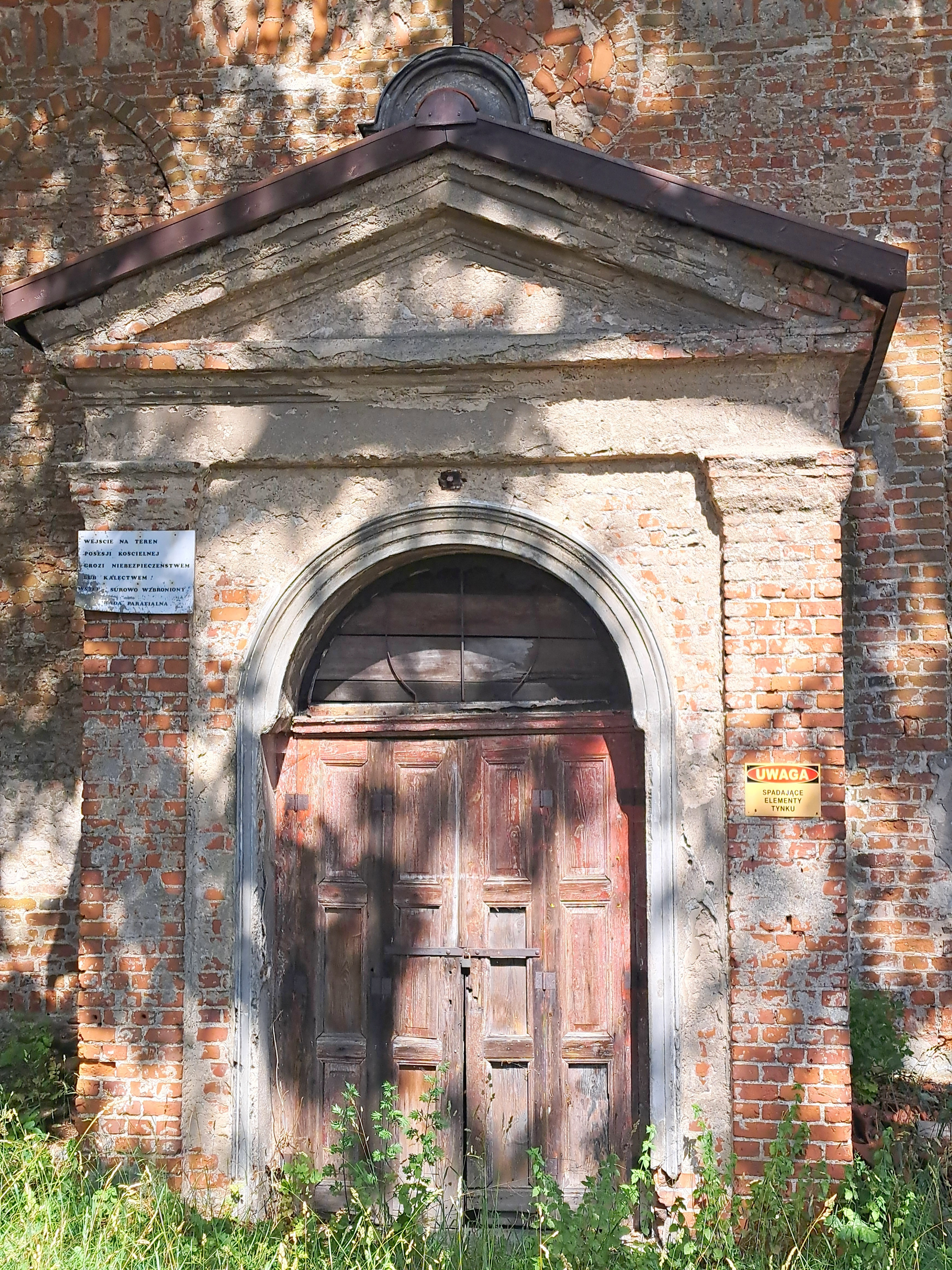
2025 r.